# روكي برنارد
روكي برنارد (بالإنجليزية: Rocky Bernard)‏ هو لاعب كرة قدم أمريكية أمريكي، ولد في 19 أبريل 1979 في باي تاون في الولايات المتحدة.

## وصلات خارجية
- روكي برنارد على موقع مرجع كرة القدم المحترفة.كوم (الإنجليزية)